# Murrin Murrin
Murrin Murrin is een spookdorp in de regio Goldfields-Esperance in West-Australië.

## Geschiedenis
Midden de jaren 1890 werd goud in de streek gevonden. Toen in 1896 in de streek een locatie voor een dorp werd opgemeten, stonden er reeds een hotel en een winkel. De latere premier Alfred Edward Morgans ontwikkelde dat jaar een kopersmelterij in de omgeving. In november 1897 werd de locatie van het dorp vastgelegd. Er lagen in de omgeving minstens zestien locaties waar naar goud werd gedolven. Er werd ook koper gedolven.
Toen in 1905 de spoorweg tussen Leonora en Laverton opende, lag die twee kilometer ten noorden van Murrin Murrin. De dorpsgrens van het dorp werd daarom in 1906 verlegd. Vanaf dan bereidde het dorp langs de spoorweg uit, onder meer met een spoorwegstation en twee hotels. De naam Murrin Murrin is Aborigines van oorsprong. Murrin is de naam voor een Acacia. De verdubbeling duidt op de veelvuldige aanwezigheid van de acaciabomen in de streek.
In 1906 werd in Murrin Murrin een politiekantoor geopend. Het sloot in 1911 alweer de deuren. Van september 1943 tot december 1951 was er weer een politiekantoor.

## 21e eeuw
Murrin Murrin maakt deel uit van het lokale bestuursgebied (LGA) Shire of Leonora waarvan Leonora de hoofdplaats is. De onderneming 'Minara Resources' produceert er nikkel en kobalt. Er wordt ook nog steeds naar goud gezocht.

## Transport
Murrin Murrin ligt nabij de 'Laverton-Leonora Road', 868 kilometer ten noordoosten van de West-Australische hoofdstad Perth, 82 kilometer ten westzuidwesten van Laverton en 52 kilometer ten oosten van het langs de Goldfields Highway gelegen Leonora.
Een startbaan bedient de in de streek opererende grondstoffenindustrie: Murrin Murrin Airport (ICAO: YMMI).

## Klimaat
Murrin Murrin kent een warm woestijnklimaat, BWh volgens de klimaatclassificatie van Köppen.

## Externe links

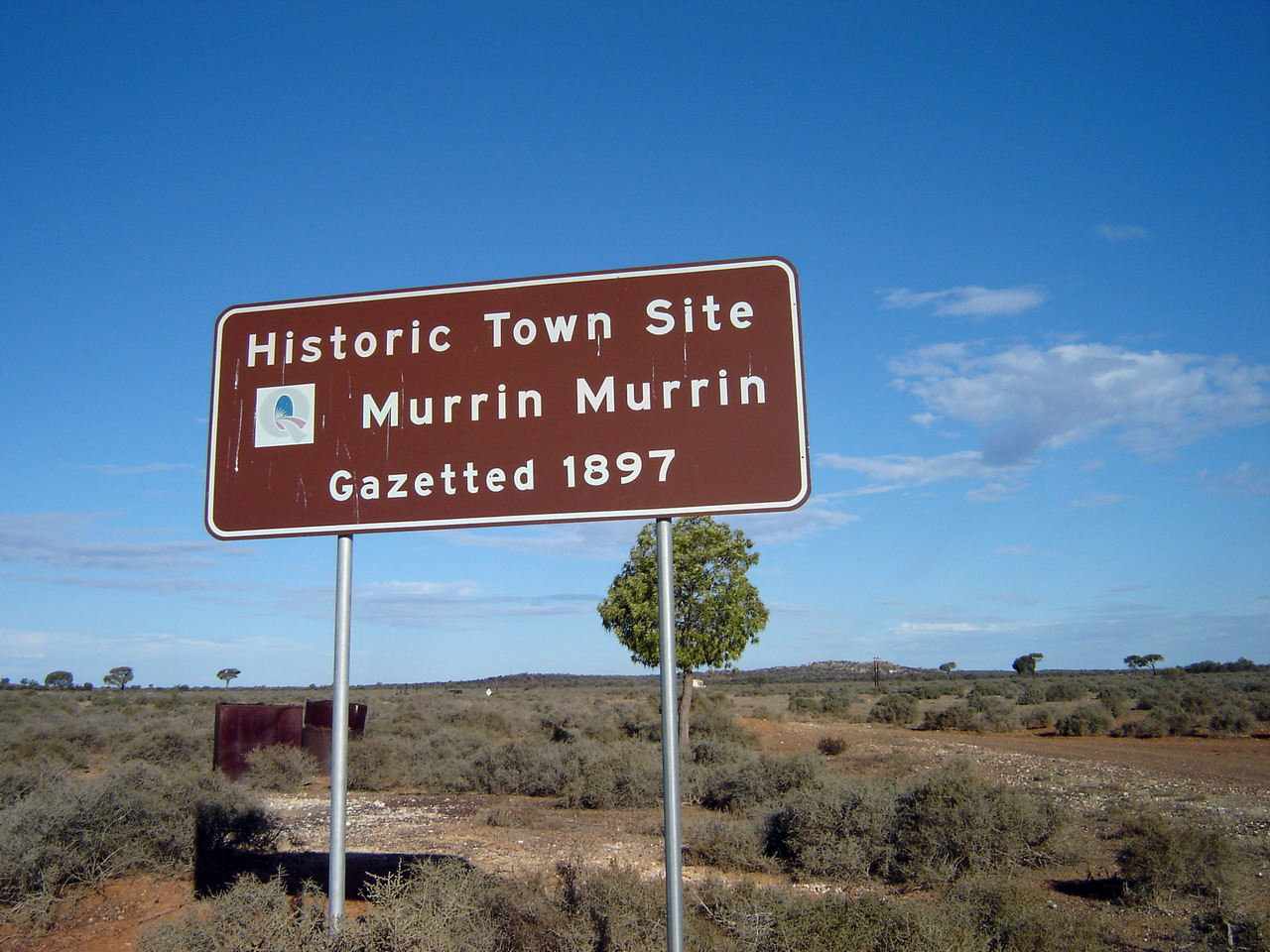